# Никифоров Порфирій Іванович
Порфирій Іванович Никифоров (26 лютого 1910, Феодосія — після 1972) — український педагог, тренер з легкої атлетики.

## Біографія
П. І. Никифоров народився 26 лютого 1910 року у Феодосії.
В 1936 році закінчив Ленінградський державний інститут фізичної культури (нині — Національний державний університет фізичної культури, спорту та здоров'я імені П. Ф. Лесгафта). У 1936—1941 роках викладав в Одеському державному педагогічному інституті.
В 1941—1945 роках перебував у лавах Червоної Армії. Бойовий офіцер, закінчив війну командиром батальйону. Мав військове звання майора.
У 1946—1950 роках завідував кафедрою фізичного виховання Одеського державного педагогічного інституту імені К. Д. Ушинського. Одночасно в 1948—1950 роках був деканом факультету фізичного виховання та спорту.
В 1950—1954 роках викладав в Одеському гідротехнічному інституті, в 1954—1957 роках — в Одеському гідрометеорологічному інституті.
З 1957 року працював в Одеському державному педагогічному інституті, обіймав посаду старшого викладача кафедри спорту. В 1971—1972 роках виконував обов'язки доцента.
У 1972 році вийшов на пенсію за станом здоров'я.

#### Тренерська діяльність
Був державним тренером при Одеському міському комітеті з фізичної культури та спорту.
Підготував 15 майстрів спорту. Сім разів його учні ставали чемпіонами України з легкої атлетики. Майстер спорту СРСР Євген Вансович був переможцем та срібним призером чемпіонату СРСР, учасником XV Олімпійських ігор, бронзовим призером Всесвітніх студентських ігор 1951 року.

## Нагороди
- Ордени Червоного Прапора, Олександра Невського, Вітчизняної війни 1 ступеня.
- Медалями «За оборону Одеси», «За оборону Кавказу», «За взяття Кенігсберга».
- Звання «Заслужений тренер СРСР» (1959 р.)

## Увічненняпам'яті
Змагання з легкої атлетики серед вищих навчальних закладів Одеси, присвячені пам'яті П. І. Никифорова і О. І. Ус.